# 마라 바르 세라피온의 예수

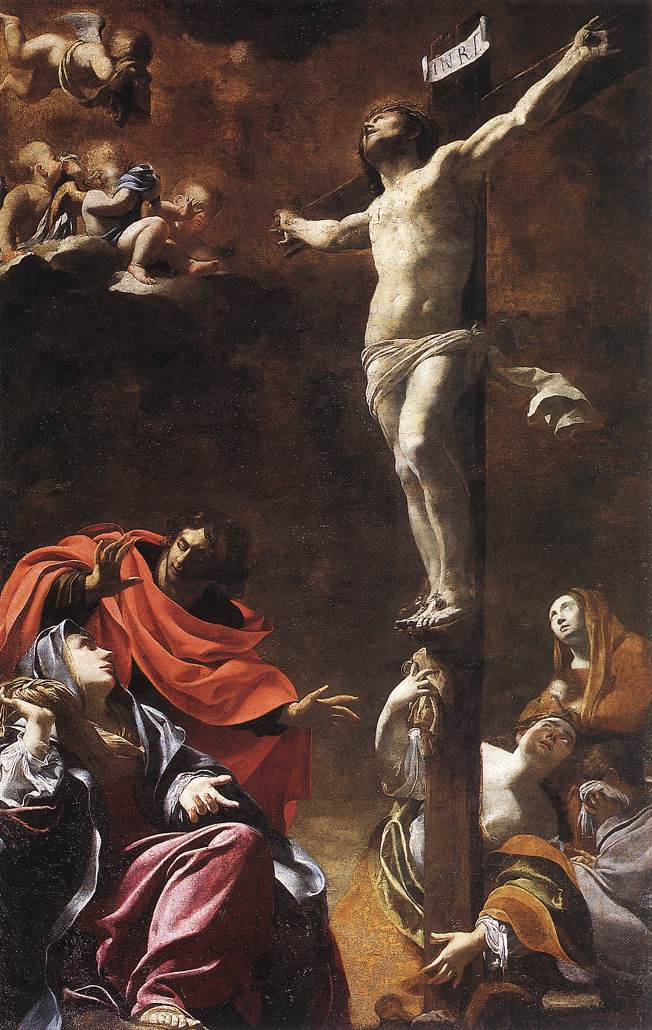
예수 위 유대인의 왕 라틴어 약어인 INRI로 읽히는 티툴루스.

마라 바르 사라피온으로도 불리는 마라 바르 ("의 아들") 세라피온은 시리아 로마 속주에서 스토아 철학자였다. 그가 역시 세라피온이라는 이름의 그의 아들에게 시리아어로 쓴 편지가 유명하다. 편지는 기원후 73년 후에 그러나 3세기 전에 언젠가 구성되었으며, 대부분의 학자는 1세기 기원후 73년 직후로 설정한다. 편지는 예수의 십자가형에 이른 초기 비기독교인을 가리킬 수 있다.

## 같이 보기
- 요세푸스의 예수
- 수에토니우스의 기독교
- 타키투스의 그리스도

## 참고 도서
- Cureton, William (1855). 《Spicilegium Syriacum: containing remains of Bardesan, Meliton, Ambrose and Mara Bar Serapion》. Rivingstons.

- Ramelli, Ilaria (Winter 2010). “The Letter of Mara Bar Serapion in Context, Utrecht University, 10–12 December 2009” (PDF). 《Hugoye: Journal of Syriac Studies》 13 (1): 92–106. 2010년 6월 17일에 원본 문서 (PDF)에서 보존된 문서. 2012년 8월 23일에 확인함.